# Ardhamagadhi
Bei Ardhamagadhi (auch Ardha-Magadhi; Sanskrit: Ardhamāgadhī „Halbmagadhi“) handelt es sich um eine mittelindische Sprache (Prakrit) innerhalb der Indoarischen Sprache. Sie ist die Sprache des Jaina-Kanons und damit die linguistische Basis der Erforschung der Religion und Philosophie des Jainismus, weshalb es manchmal auch Jain-Prakrit genannt wird. Außerdem wird vermutet, dass auch der Buddha Siddhartha Gautama in dieser Sprache gelehrt hat.